# Großnaundorf
Großnaundorf – miejscowość i gmina w Niemczech, w kraju związkowym Saksonia, w okręgu administracyjnym Drezno, w powiecie Budziszyn, wchodzi w skład wspólnoty administracyjnej Pulsnitz.